# Fonseca Martins
Carlos José Fonseca Martins (n. Tavira, 9 de fevereiro de 1949), é um artista português, com uma carreira que abrange a pintura, a gravação, a escultura e a cerâmica.

## Biografia

### Nascimento
Nasceu na cidade de Tavira, em 1949.[carece de fontes?]
Carlos José Fonseca Martins (n. Tavira, 9 de fevereiro de 1949) é um renomado artista português cuja carreira abrange pintura, gravação, escultura e cerâmica.

### Carreira
Fonseca Martins estabeleceu-se como um artista plástico destacado em Tavira, no Algarve, onde possui um atelier em Tavira. É amplamente reconhecido pelas suas obras em óleo e aquarela, além de trabalhos em escultura contemporânea, acrílico, gravação e cerâmica, incluindo a criação de azulejos típicos da região algarvia. Suas obras retratam principalmente cenas e arquiteturas urbanas, como janelas floridas, pátios e interiores, inspiradas pelo ambiente tradicional do Algarve. Também criou uma série de estudos semi-abstractos representando edifícios românticos, góticos e manuelinos, baseados em monumentos clássicos e religiosos. As suas criações fazem parte de várias coleções públicas e privadas na Europa, nos Emirados Árabes Unidos e nos Estados Unidos da América.

### Exposições e Contribuições
Fonseca Martins participou de diversas exposições, tanto em Portugal quanto no estrangeiro. Entre as mais destacadas estão:
- Primeira Bienal de Arte da Andaluzia e do Algarve (1993/1994): Participou na primeira edição desta bienal, que visou estreitar os laços culturais entre as regiões do Algarve e da Andaluzia.
- Centro Cultural de Tóquio (1997): Em 1997, representou a arte portuguesa numa exposição realizada no Centro Cultural de Tóquio, Japão, ampliando o alcance internacional de sua obra.
- EuroARTE 99 – Bienal de Arte em Barcelona (1999): Participou na EuroARTE 99, uma bienal realizada em Barcelona, Espanha, que reuniu artistas de diversos países europeus.
- Bienal de Coruche (2007): Em 2007, participou na Bienal de Coruche, uma iniciativa que reuniu artistas de várias regiões para promover a arte contemporânea em Portugal.
- Exposições na Galeria Euroarte, Lisboa, e no Banco Sparkasse, Alemanha: Realizou exposições individuais nestes locais, demonstrando a versatilidade e o reconhecimento de sua obra em diferentes contextos culturais.
- Galeria Côrte-Real, Carvoeiro (2014): Em 2014, apresentou uma exposição na Galeria Côrte-Real, situada na vila do Carvoeiro, Algarve, Portugal.
- Galeria Tavira d’Artes (2016): Como parte da Festa dos Anos de Álvaro de Campos, inaugurou uma exposição em 1 de outubro de 2016 na Galeria Tavira d’Artes, integrando o programa 365 Algarve, que visa promover a cultura na região.
- Palácio da Galeria, Tavira: Teve a honra de inaugurar o Palácio da Galeria em Tavira, atualmente o museu municipal da cidade, com uma exposição de suas obras.

Atualmente, suas obras estão em exposição permanente na Galeria Tavira D'Artes, permitindo ao público um contato contínuo com sua produção artística.

### Publicações e Menções
Fonseca Martins foi mencionado em várias publicações notáveis, incluindo:
- "Portuguese 20th Century Artists" de Michael Tannock, publicado por Phillimore & Co Ltd em 1978
- "A Nossa Escola Anos 60/70" por Alberto Corvo e Margarida Santos
- "Tavira: Memórias de uma Cidade" de Ofir Chagas
- "Artistas Plásticos no Algarve" por Fernando Pessoa e Hermínio Pinto da Silva, 2018

### Prémios e Reconhecimentos
Em 2016, Fonseca Martins foi condecorado com a Medalha de Mérito Grau Cobre pela Câmara Municipal de Tavira. Em 2018, recebeu a Medalha de Mérito Artístico de Grau Prata pela vila de Santa Luzia, em reconhecimento à sua contribuição significativa para as artes plásticas e à promoção cultural do Algarve.

### Obras Públicas e Aquisições Institucionais
- Rotunda "Copeijo" (2004): Em 25 de abril de 2004, foi inaugurada em Tavira uma rotunda denominada "Copeijo", em homenagem a uma técnica tradicional de pesca de atum. A rotunda é adornada com um obelisco revestido de azulejos no estilo característico de Fonseca Martins, decorado com representações de peixes. Wikipédia, a enciclopédia livre
- "Menino Jesus de Praga" (2024): Em 2024, a Santa Casa da Misericórdia de Tavira incorporou ao seu acervo uma pintura a óleo de Fonseca Martins, representando o Menino Jesus de Praga. Esta e outras obras do artista estão em exposição no Museu da Misericórdia de Tavira, enriquecendo o patrimônio artístico da instituição."Encontro de Fernando Pessoa com Álvaro de
- Campos" (2025): Durante a 10ª edição da Festa dos Anos de Álvaro de Campos, em Tavira, a Câmara Municipal adquiriu uma pintura em acrílico de Fonseca Martins intitulada "Encontro de Fernando Pessoa com Álvaro de Campos". Esta obra está em exposição permanente na Biblioteca Municipal Álvaro de Campos, em Tavira.

### Ensino
Desde 1981, Fonseca Martins tem atuado como professor na Escola de Arte de Tavira, onde tem influenciado e inspirado novas gerações de artistas.

### Exposições Recentes
Em 2020, Fonseca Martins participou do programa "Artistas Plásticos no Algarve", com uma exposição organizada no Teatro das Figuras, em Faro, entre janeiro e fevereiro desse ano.
- Trabalhos Fonseca Martins
- Ficheiro:Janela_Florida_Fonseca_Martins.jpg
- Ficheiro:Aguarela_fonseca_martins.jpgPatio - Fonseca Martins